# Luigi Tadini
Luigi Tadini (Verona, 26 novembre 1745 – Lovere, 12 maggio 1829) è stato un collezionista d'arte e viaggiatore italiano, fondatore dell'Accademia di belle arti Tadini di Lovere.

## Biografia
Luigi Tadini, nato a Verona da una famiglia di aristocratici cremaschi, incarna la figura del “nobile dilettante”, amante del progresso, dell’arte e delle scienze e impegnato in prima persona per il benessere della comunità in campo politico, sociale, culturale. Il conte risiedeva abitualmente a Crema, ma grazie ai rapporti familiari, frequentava vivaci centri culturali come Milano, Verona, Venezia.
Malgrado la fedeltà alla Serenissima Repubblica di Venezia, all’arrivo dei francesi nel 1797 Tadini si impegna per la costituzione del governo della “Libera Repubblica di Crema” e poi per la sua aggregazione alla Repubblica Cisalpina, e nel 1802 partecipa alla Consulta di Lione. Nel 1816 è uno dei membri della commissione di cinque rappresentanti inviati a Milano per porgere l’omaggio della città all’Imperatore d’Austria Francesco II d'Asburgo-Lorena in occasione del passaggio della Lombardia al Regno Lombardo-Veneto. In quella circostanza Tadini commissiona all'abate Bartolomeo Bettoni la stesura della Storia di Crema con l'intento di offrirla all'imperatore, dal quale sperava di ottenere privilegi per la città, ma una serie di contrasti con i suoi concittadini lo spingono a lasciare la città per trasferirsi definitivamente a Lovere.
Dal matrimonio con la contessa veronese Libera Moronati (dicembre 1773) nasce un figlio, Faustino Gherardo (26 Settembre 1774), giovane di brillante ingegno, formatosi presso il Collegio Mariano a Bergamo, sede di un vivace dibattito culturale grazie alla presenza di figure come Lorenzo Mascheroni e Antonio Tadini.

### Il viaggio per l'Italia
Nell'ultimo decennio del Settecento Luigi Tadini, insieme alla moglie, intraprende una serie di viaggi per l'Italia per completare l'educazione del figlio Faustino, che aveva appena conseguito il diploma. Il viaggio, che ricalca le tappe tradizionali del Grand Tour, tocca Bologna, Firenze, Roma, Napoli. Le tappe si ricostruiscono attraverso la descrizione delle città che appare nelle pagine del poemetto satirico Il Ricciardetto ammogliato scritto in quegli anni, ma pubblicato solo nel 1803. L'episodio di maggior importanza è l'incontro con Antonio Canova, avvenuto a Roma nella primavera del 1794. . A Canova Faustino Tadini dedica un volumetto con una descrizione in prosa e in rima delle opere realizzate dallo scultore: Le sculture e le pitture di Antonio Canova pubblicate fino a quest'anno 1795, pubblicato a Venezia nel 1796. Anche il conte Luigi scrive a proposito dello scultore, celebrandone la gloria nelle pagine del Ricciardetto ammogliato. Canova, a titolo di ringraziamento, dona alla famiglia il bozzetto con "La Religione", in terracotta, tuttora conservato in Galleria. . Sempre durante il viaggio il conte acquista a Napoli, le porcellane prodotte dalla Real Fabbrica Ferdinandea (poi Reale fabbrica di Napoli), che riproducono le decorazioni scoperte a Ercolano e Pompei, e una serie di vedute dei più bei paesaggi del Regno di Napoli.

### La fondazione del Museo
Rientrato a Crema, Faustino partecipa attivamente agli eventi politici dei triennio giacobino, collaborando all'organizzazione amministrativa e politica di Crema, ma muore il 7 dicembre 1799, travolto nel crollo di un'ala del palazzo di Lovere durante i lavori di ristrutturazione. Dopo la morte del figlio Luigi Tadini si dedica prevalentemente ad arricchire la propria collezione d'arte, avviando la costituzione di un museo allestito nelle sale di Palazzo Tadini a Crema.
Dopo il suo trasferimento a Lovere, d'accordo con la moglie, Luigi Tadini, dispone che le proprie collezioni d'arte e il patrimonio familiare siano messe al servizio della comunità, con la fondazione dell'Accademia Tadini. Tra il 1821 e il 1827 Sebastiano Salimbeni, nipote del conte, progetta e fa costruire un palazzo per ospitare la Galleria, uno tra i più antichi musei dell'Ottocento Lombardo, e le scuole di musica e di disegno.
Nella cappella al centro del giardino, che ospita le sepolture della famiglia, è possibile ammirare la "Stele Tadini",  realizzata da Canova tra il 1819 e il 1821, come segno di amicizia nei confronti del giovane Faustino.

## Opere
- Il Ricciardetto ammogliato poema comico di Luigi Tadini, Crema, presso Antonio Ronna, 1803.
- Salmi cantici ed inni cristiani: Opera preceduta da alcune considerazioni sulla musica e sulla poesia del conte Luigi Tadini; posti in musica popolare dai maestri Giuseppe Gazzaniga e Stefano Pavesi, Crema, presso Antonio Ronna, 1818.
- Descrizione generale dello stabilimento dedicato alle belle arti in Lovere dal conte Luigi Tadini cremasco, Milano, Editori degli Annali Universali delle scienze e dell'industria, 1828.
- Descrizione generale dello stabilimento dedicato alle belle arti in Lovere dal conte Luigi Tadini cremasco, Bergamo, Crescini, 1837.